# Cyrtandra capitellata
Cyrtandra capitellata är en tvåhjärtbladig växtart som beskrevs av Charles Baron Clarke. Cyrtandra capitellata ingår i släktet Cyrtandra och familjen Gesneriaceae. Inga underarter finns listade i Catalogue of Life.